# Piensa en los niños

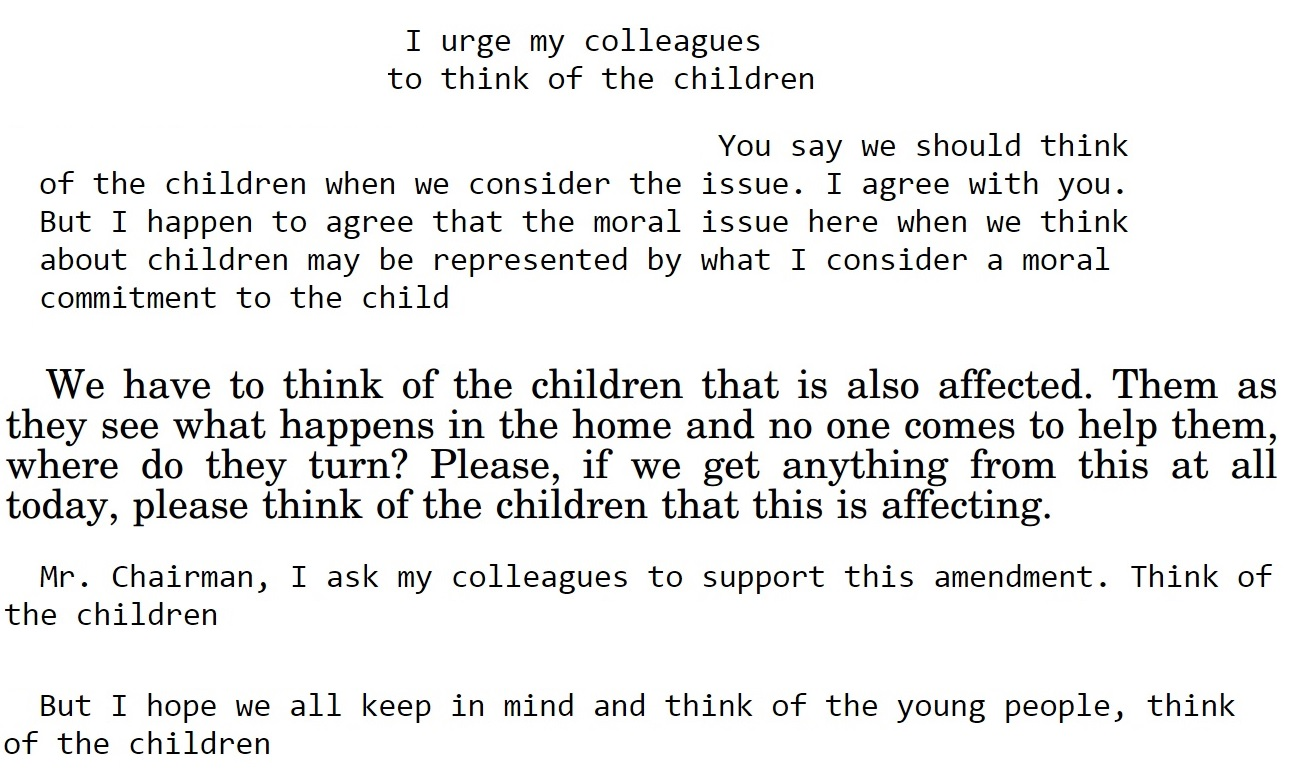
Argumento utilizado en el Congreso de los Estados Unidos.

La frase Piensa en los niños es un cliché y estrategia retórica utilizada en determinadas discusiones. Básicamente se refiere al derecho de los niños, un ejemplo sería la explotación infantil. Sin embargo, al introducirse en cualquier otro debate, este tiene como objetivo ahondar en la sensibilidad de la gente hacia estos y así intentar convencer al contrario, mediante argumentos engañosos, a hacer lo que el emisor o el grupo de la frase pretende realmente, siempre con la intención de "no dañar/perjudicar a los niños."
De acuerdo con el libro de 2002: Art, Argument, and Advocacy, el verdadero objetivo es reemplazar el razonamiento por las emociones. Jack Marshall, experto en ética escribió en 2005 que "la popularidad de la frase se debe a que obliga a la gente a dejar de pensar racionalmente, sobre todo cuando se trata sobre moralidad." Esta frase se utiliza con el pretexto de defender a la población infantil de determinadas cosas, consideradas "peligrosas". En Community, Space and Online Censorship de 2009 aparece escrito que "el tratar a los niños como bebés como necesidad de protección es una manera de centrarse en el concepto de la pureza." En un artículo de prensa de 2011 en el Journal for Cultural Research apareció que "el "Piensa en los niños" está provocado por individuos que se esfuerzan demasiado en pensar en cómo decirles a otros que deben hacer y las diferencias entre que está bien y que está mal".

## En la cultura popular
La frase fue dicha por David Tomlinson como Sr. Banks en la película de 1964 Mary Poppins donde este le pedía al personaje homónimo interpretado por Julie Andrews que no abandonase su puesto y que "pensase en los niños". Sin embargo, no fue hasta primeros de 1996 en la serie Los Simpson, cuando uno de sus personajes: Helen Lovejoy popularizó la frase. De acuerdo con el profesor de derecho: Charles J. Ten Brink en la Universidad Estatal de Georgia, el uso del "piensa en los niños" de Lovejoy es un buen ejemplo de parodia. De hecho a esta retórica se la denominó como "ley" o "argumento de Lovejoy" y "síndrome de Lovejoy".